# Ходжовци
Ходжовци (болг. Ходжовци) — село в Болгарии. Находится в Кырджалийской области, входит в общину Кырджали. Население составляет 32 человека.

## Политическая ситуация
В местном кметстве Голяма-Бара, в состав которого входит Ходжовци, должность кмета (старосты) исполняет Мустафа Осман Мустафа (Движение за права и свободы (ДПС)) по результатам выборов правления кметства.
Кмет (мэр) общины Кырджали — Хасан Азис (Движение за права и свободы (ДПС)) по результатам выборов в правление общины.